# Объект 266
Объект 266 — советский опытный тяжёлый танк. Серийно не производился.

## История создания
После окончания Второй мировой войны в советском танкостроении образовалось существенное отставание от США в области гидромеханических трансмиссий. В 1951 году ВНИИ-100 было выдано задание на выяснение целесообразности установки в тяжёлые танки Т-10. Научно-исследовательские работы проводились под руководством А.П. Крюкова. В результате проработок была создана гидромеханическая трансмиссия ГМТ-266. В 1953 году трансмиссия была установлена в опытный танк, получивший обозначение «Объект 266». По результатам испытаний был выявлен главный недостаток трансмиссии — низкий КПД гидротрансформатора при малых нагрузках, и как следствие этого — перегрев. С учётом недостатков был изготовлен и установлен в «Объект 266» второй образец трансмиссии ГМТ-266. В 1955 году «Объект 266» прошёл сравнительные испытания с серийным танком Т-10. Испытания показали преимущество гидромеханических трансмиссий перед классическими механическими трансмиссиями.
Несмотря на преимущества, трансмиссия ГМТ-266 не была рекомендована к установке на танки Т-10. Основной причиной послужил повышенный на 15% расход топлива, а также несовместимость характеристик ГМТ-266 и применяемого двигателя, в результате чего двигатель выходил из строя. Трансмиссия была отправлена на доработку и претерпела существенную переработку. В 1957 году усовершенствованная трансмиссия была установлена в «Объект 266», который вновь прошёл сравнительные испытания с серийным Т-10. В результате перерасход топлива составил всего лишь от 3 до 5%, но работы по танку «Объект 266» были прекращены, так как к тому времени уже была разработана трансмиссия «АТ», которая по мнению ГБТУ являлась более перспективной.

## Описание конструкции

### Броневой корпус и башня
Броневой корпус выполнен из катаных стальных листов, сваренных между собой. Башня машины литая с переменной толщиной и наклоном стенок и обтекаемой формой.

### Вооружение
В качестве основного вооружения использовалась 122-мм нарезная пушка Д-25ТА. Возимый боекомплект составлял 30 выстрелов. Дополнительно в танке были установлены два 12,7-мм зенитных пулемёта ДШКМ с возимым боекомплектом 1000 патронов.

### Средства наблюдения и связи
Для наведения орудия использовался прицел Т2С с независимой стабилизацией поля зрения. Связь обеспечивалась радиостанцией Р-113.

### Двигатель и трансмиссия
В «Объекте 266» был установлен дизельный двигатель В12-5, мощностью 700 л.с.
Первый образец гидромеханической трансмиссии ГМТ-266 включал в себя следующие элементы:
1. повышающий входной редуктор;
2. гидротрансформатор «Лисхольм-Смит» (скопирован с американского танка М26 «Першинг»);
3. Конический реверс с тормозом синхронизатора;
4. Дисковые остановочные тормоза сухого трения.

Образец ГМТ-266 №2 вместо гидротрансформатора «Лисхольм-Смит» имел гидропередачу ГТК-I, которая была разработана на базе комплексной американской гидропередачи производства фирмы «Аллисон». Доработанная конструкция имела больший максимальный КПД и коэффициент момента.
В третьем образце ГМТ-266 гидропередача ГТК-I была заменена на передачу ГТК-II, которая имела КПД на 2..3% больше. Были внесены изменения во все передаточные числа. Благодаря более рациональной разбивке трансмиссии двигатель танка мог работать на более экономичных режимах.

## Сохранившиеся экземпляры
На данный момент (2011 год) сохранившийся экземпляр находится в Танковом музее в городе Кубинка.